# On Through the Night
On Through the Night — дебютный студийный альбом британской рок-группы Def Leppard, вышедший в марте 1980 года на лейблах Vertigo Records в Европе и Mercury Records в США. В альбом вошли перезаписанные версии треков «Rocks Off» и «Overture» с независимо выпущенного мини-альбома The Def Leppard E.P. (1979). Остальные треки представляли собой новые версии ранних демо-записей, некоторые из которых позже появились в бокс-сете 2020 года The Early Years 79–81. В 1983 году альбом был сертифицирован RIAA как золотой и в 1989 году — как платиновый.

## Список композиций
| №  | Название                            | Автор(ы)                            | Длительность |
| -- | ----------------------------------- | ----------------------------------- | ------------ |
| 1. | «Rock Brigade»                      | Рик Сэвидж, Стив Кларк, Джо Эллиотт | 3:09         |
| 2. | «Hello America»                     | Сэвидж, Кларк, Эллиотт              | 3:27         |
| 3. | «Sorrow Is a Woman»                 | Сэвидж, Кларк, Пит Уиллис, Эллиотт  | 3:54         |
| 4. | «It Could Be You»                   | Уиллис, Эллиотт                     | 2:33         |
| 5. | «Satellite»                         | Уиллис, Эллиотт                     | 4:28         |
| 6. | «When the Walls Came Tumbling Down» | Кларк, Эллиотт, Эндрю Смит          | 4:44         |

| №  | Название               | Автор(ы)                       | Длительность |
| -- | ---------------------- | ------------------------------ | ------------ |
| 1. | «Wasted»               | Кларк, Эллиотт                 | 3:45         |
| 2. | «Rocks Off»            | Уиллис, Сэвидж, Кларк, Эллиотт | 3:42         |
| 3. | «It Don’t Matter»      | Уиллис, Эллиотт, Кларк         | 3:21         |
| 4. | «Answer to the Master» | Уиллис, Эллиотт, Кларк         | 3:13         |
| 5. | «Overture»             | Сэвидж, Кларк, Уиллис, Эллиотт | 7:44         |

## Участники записи
- Джо Эллиотт — вокал
- Стив Кларк — гитара
- Пит Уиллис — гитара
- Рик Сэвидж — бас-гитара
- Рик Аллен — ударные

Дополнительные музыканты:
- Крис М. Хьюз — синтезатор в «Hello America»
- Дэйв Коузинс — голос в «When the Walls Came Tumblin’ Down»

## Позиции в чартах
| Чарт (1980)     | Наивысшая позиция |
| --------------- | ----------------- |
| Billboard 200   | 51                |
| UK Albums Chart | 15                |

## Сертификации
| Страна | Провайдер    | Статус     |
| ------ | ------------ | ---------- |
| США    | RIAA         | Платиновый |
| Канада | Music Canada | Платиновый |